# 東山元町
東山元町（ひがしやまもとまち）は、愛知県名古屋市千種区の地名。東山元町1丁目から東山元町6丁目がある。住居表示未実施。

## 地理
名古屋市千種区南東部に位置する。東は田代町字瓶杁、西は園山町・仁座町・萩岡町、南は天白区、北は唐山町・東山通に接する。
一体の「なごや東山の森づくり」で平成20年度国土交通省手づくり郷土賞受賞。

## 歴史

### 町名の由来
当地一帯が江戸時代に東山の名で遊覧地となっていたことに由来する。

### 沿革
- 1945年（昭和20年）9月20日 - 千種区田代町の一部により、同区東山元町として成立[1]。
- 1947年（昭和22年）1月28日 - 田代町および萩岡町の各一部を編入する[1]。

## 世帯数と人口
2019年（平成31年）1月1日現在の世帯数と人口は以下の通りである。
| 町丁     | 世帯数    | 人口    |
| -------- | --------- | ------- |
| 東山元町 | 1,028世帯 | 2,249人 |

## 学区
市立小・中学校に通う場合、学校等は以下の通りとなる。また、公立高等学校に通う場合の学区は以下の通りとなる。
| 番・番地等 | 小学校               | 中学校               | 高等学校 |
| ---------- | -------------------- | -------------------- | -------- |
| 全域       | 名古屋市立見付小学校 | 名古屋市立城山中学校 | 尾張学区 |

## 施設
- 名古屋大学[7]
  - 農学部[7]
  - 工学部[7]
  - プラズマ研究所[7]
- 東山公園[7]
  - 東山動植物園動物病院・公舎[7]
- 曹洞宗就梅院[7]

## その他

### 日本郵便
- 郵便番号 : 464-0804[4]（集配局：千種郵便局[11]）。

### NTT西日本
- 当地内の電話番号は(052)78*-****。